# Mikania trifolia
Mikania trifolia là một loài thực vật có hoa trong họ Cúc. Loài này được (Rusby) Sch.Bip. ex B.L.Rob. mô tả khoa học đầu tiên năm 1922.